# Dieter E. Kilian
Dieter E. Kilian (* 1941) ist ein deutscher Oberst außer Dienst des Heeres der Bundeswehr und Autor.

## Leben
Kilian wurde 1941 im Sudetenland geboren. Nach dem Abitur 1961 im hessischen Fritzlar trat er in die Bundeswehr ein. Er diente beim Panzerbataillon 64 in Stadtallendorf und wurde dann an der Heeresoffizierschule I in Hannover sowie in Münster zum Offizier ausgebildet. Von 1963 bis 1969 wurde er als Zugführer und Fernmeldeoffizier im Panzerbataillon 64 in Stadtallendorf sowie als S4 und Kompaniechef im Panzerbataillon 214 in der Generalfeldmarschall-Rommel-Kaserne in Augustdorf verwendet. Von 1972 bis 1974 absolvierte er den 15. Generalstabslehrgang Heer an der Führungsakademie der Bundeswehr in Hamburg.
1975/76 nahm er an der pakistanischen Generalstabsausbildung am Staff College in Quetta teil. Von 1976 bis 1978 war er G4 der Panzerbrigade 18 in Neumünster. Von 1978 bis 1980 wurde er als Planstabsoffizier beim Direktor Ausbildung, Lehre und Forschung  an der Führungsakademie der Bundeswehr in Hamburg verwendet. Von 1980 bis 1984 war er Verteidigungsattaché an der Deutschen Botschaft Islamabad (Pakistan). Von 1984 bis 1988 war er Referent im Führungsstab der Streitkräfte in Bonn. Danach wurde er als stellvertretender Kommandeur bzw. Kommandeur der Heimatschutzbrigade 55 in Böblingen verwendet. Im Anschluss war er Kommandeur der Ausbildungszentren im Wehrbereich V in Großengstingen. 1990 absolvierte er den Higher Command and Staff Course am britischen Staff College Camberley. 1990/1991 durchlief er die Sprachausbildung Arabisch am Bundessprachenamt in Hürth. Von 1991 bis 1994 war er Verteidigungsattaché an der Deutschen Botschaft Riad (Saudi-Arabien) mit Nebenakkreditierung in Bahrain, Jemen, Oman, Katar und den Vereinigten Arabischen Emiraten. Von 1994 bis 2000 war er G2 im Wehrbereichskommando I in Kiel.
Er war darüber hinaus bei den Auslandseinsätzen der IFOR in Zagreb (1996) und SFOR in Sarajewo (1997/98).
Seit seiner Versetzung in den Ruhestand 2000 ist er als freier Publizist (u. a. Veröffentlichungen in Auftrag) und Buchautor tätig.

## Schriften (Auswahl)
- Elite im Halbschatten. Generale und Admirale der Bundeswehr. Osning, Bielefeld 2005, ISBN 3-9806268-3-0.
- Adenauers vergessener Retter. Major Fritz Schliebusch. Hartmann, Miles-Verlag, Berlin 2011, ISBN 978-3-937885-44-5.
- Politik und Militär in Deutschland. Die Bundespräsidenten und Bundeskanzler und ihre Beziehung zu Soldatentum und Bundeswehr. Hartmann, Miles-Verlag, Berlin 2011, ISBN 978-3-937885-36-0.
- Kai-Uwe von Hassel und seine Familie. Zwischen Ostsee und Ostafrika. Militär-biographisches Mosaik. Hartmann, Miles-Verlag, Berlin 2013, ISBN 978-3-937885-63-6.
- Führungseliten. Generale und Admirale der Bundeswehr 1955–2015. Politische und militärische Führung. Osning Verlag, Bielefeld 2015, ISBN 978-3-9814963-2-1.
- Bibel-Kirche-Militär. Christentum und Soldatsein im Wandel der Zeit. Book on Demand, Norderstedt 2018, ISBN 978-3-7528-9166-9.
- Die Kopten und das christliche Erbe Ägyptens. Book on Demand, Norderstedt 2019, ISBN 978-3-7431-7384-2